# Ilmwand
Das Naturschutzgebiet Ilmwand liegt im Landkreis Saalfeld-Rudolstadt in Thüringen. Es erstreckt sich östlich der Landstadt Leutenberg. Am nördlichen Rand des Gebietes fließt der Ilmbach, ein rechter Zufluss der Sormitz, westlich verläuft die B 90.

## Bedeutung
Das 36,3 ha große Gebiet mit der NSG-Nr. 182 wurde im Jahr 1989 unter Naturschutz gestellt.